# Nordmaling
Nordmaling ist ein Ort (tätort) in der schwedischen Provinz Västerbottens län und der historischen Provinz Ångermanland.
Der Ort liegt 53 km südlich von Umeå an der Europastraße 4 am Bottenwiek und ist Hauptort der gleichnamigen Gemeinde. In Nordmaling befindet sich eine mittelalterliche Kirche aus den 1480er Jahren. Das ehemalige Eisenwerk Olofsfors ist heute ein Industriedenkmal.
Nordmaling besitzt einen Bahnhof an der Botniabanan.

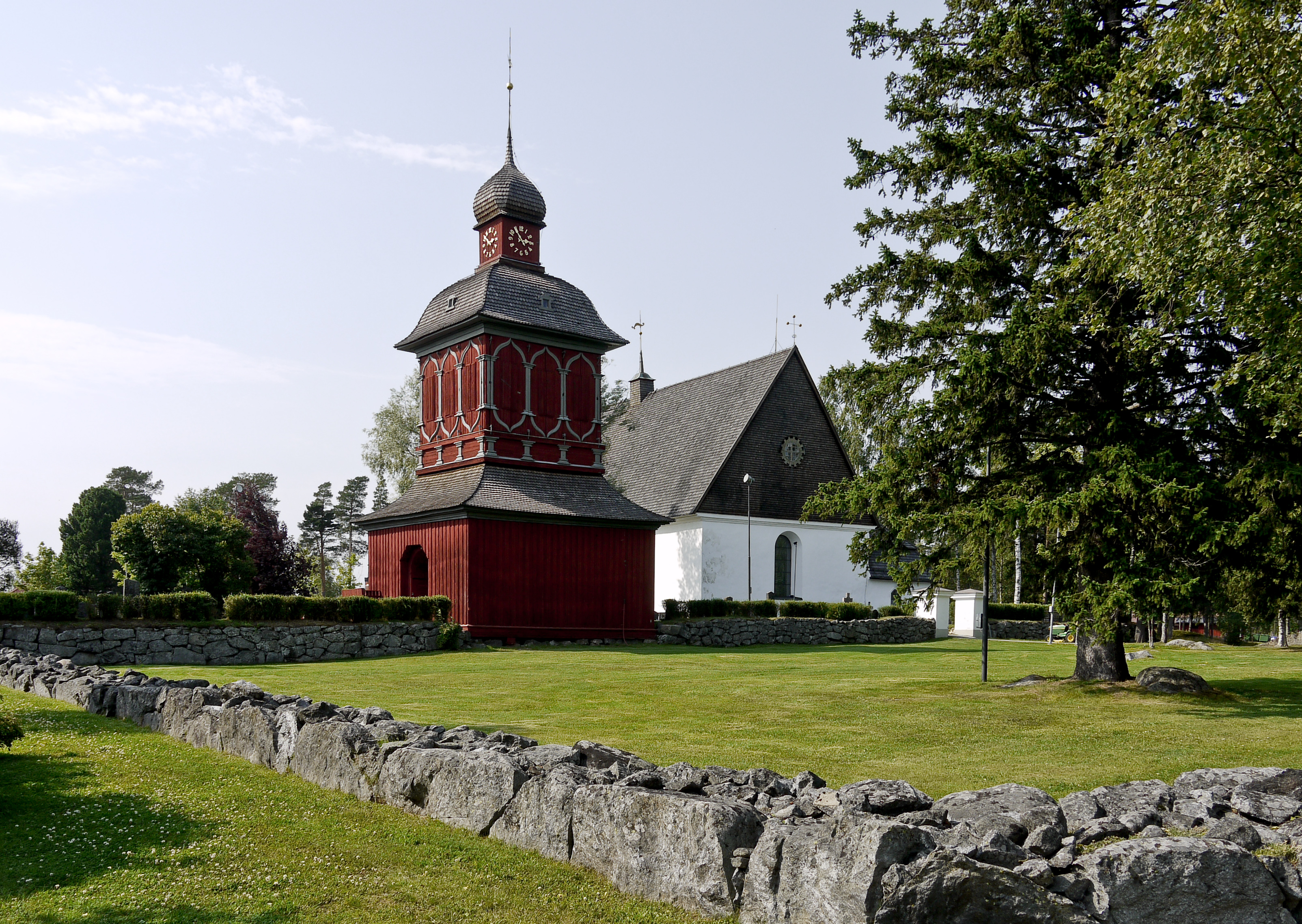
Kirche von Nordmaling mit Glockenstapel
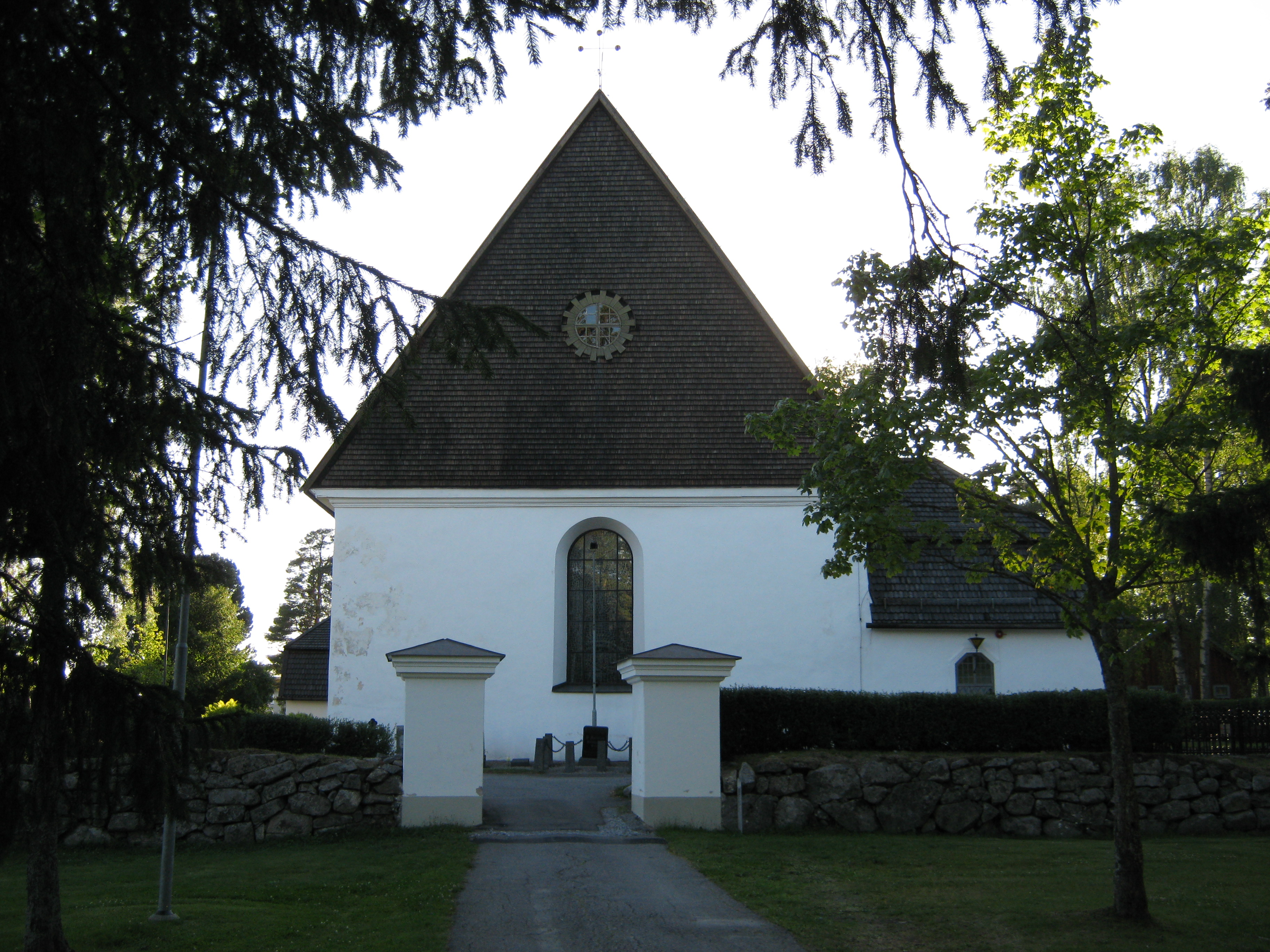
Kirche (andere Ansicht)
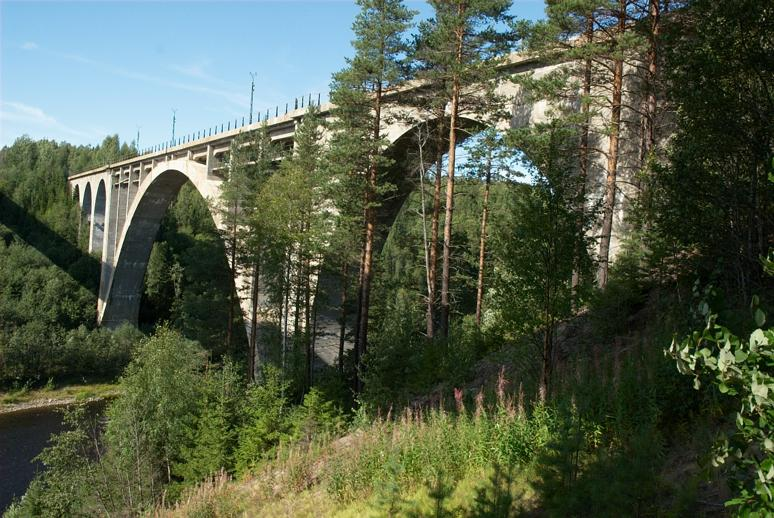
Tallbergsbron
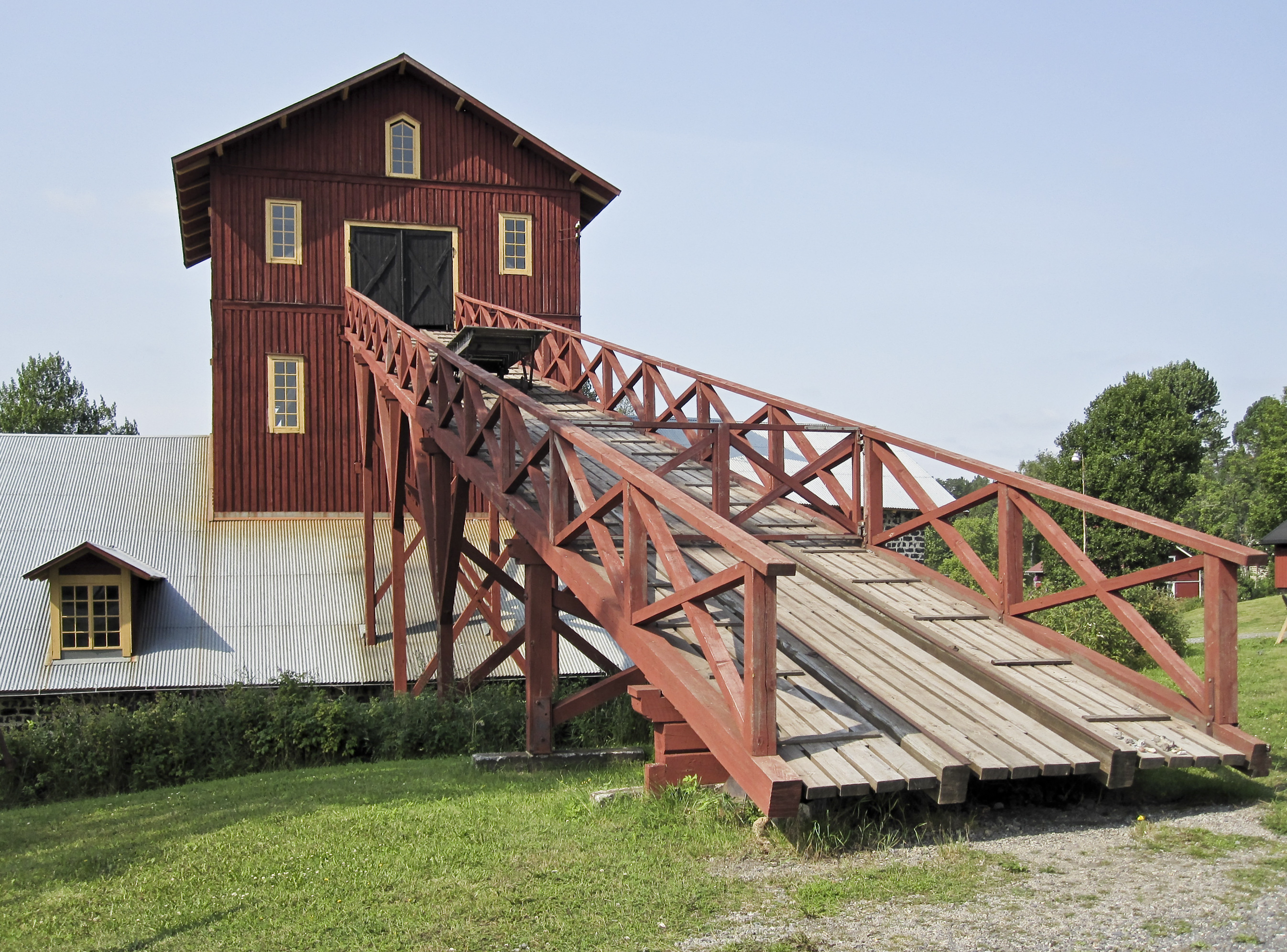
Olofsfors